# Live at Montreux 2003 (álbum de Jethro Tull)
| Críticas profissionais | Críticas profissionais |
| Avaliações da crítica  | Avaliações da crítica  |
| Fonte                  | Avaliação              |
| ---------------------- | ---------------------- |
| Allmusic               | 3.5 de 5 estrelas.     |

Live at Montreux é um álbum ao vivo e DVD da banda de rock britânica Jethro Tull. Gravado no Festival de Jazz de Montreux de 2003, foi lançado pela Eagle Records em 2007.

## Faixas

### CD
1. "Some Day the Sun Won’t Shine for You"
2. "Life Is a Long Song"
3. "Bourée"
4. "With You There to Help Me"
5. "Pavane"
6. "Empty Café"
7. "Hunting Girl"
8. "Eurology"
9. "Dot Com"
10. "God Rest Ye Merry Gentlemen"
11. "Fat Man"
12. "Living in the Past"
13. "Nothing Is Easy"
14. "Beside Myself"
15. "My God"
16. "Budapest"
17. "New Jig"
18. "Aqualung"
19. "Locomotive Breath" (incluindo "Cheerio")

### DVD
1. "Some Day the Sun Won’t Shine for You"
2. "Life Is a Long Song"
3. "Bourée"
4. "With You There to Help Me"
5. "Pavane"
6. "Empty Café"
7. "Hunting Girl"
8. "Eurology"
9. "Dot Com"
10. "God Rest Ye Merry Gentlemen"
11. "Fat Man"
12. "Living in the Past"
13. "Nothing Is Easy"
14. "Beside Myself"
15. "My God"
16. "Budapest"
17. "New Jig"
18. "Aqualung"
19. "Locomotive Breath"
20. "Cheerio"